# Sybra inanis
Sybra inanis är en skalbaggsart som beskrevs av Francis Polkinghorne Pascoe 1865. Sybra inanis ingår i släktet Sybra och familjen långhorningar. Inga underarter finns listade i Catalogue of Life.